# 귀로 (1975년 드라마)
《귀로》(歸路)는 1975년 11월 3일부터 1976년 2월 28일까지 방영된 MBC 일일연속극이다.

## 등장 인물
- 이정길
- 고두심
- 안재은
- 임예진
- 전운
- 반효정
- 김상순
- 나문희
- 이대근
- 박원숙
- 김영옥
- 이성자